# Wohnviertel (China)
Das Wohnviertel (chinesisch 社區 / 社区, Pinyin shèqū) ist in den städtischen Gebieten Chinas die niedrigste Verwaltungseinheit. In ländlichen Gebieten entspricht ihr das Dorf (村,  cūn) und das Gaqaa (嘎查,  gāchá). Über den Einwohnergemeinschaften steht das Straßenviertel oder die Großgemeinde.
Im Sinne politischer Repräsentation und Macht sind die Wohnviertel ohne große Bedeutung, organisatorisch jedoch von sehr großer. Die Durchführung der auf höheren Ebenen beschlossenen Politik, die Postverteilung, die Volkszählungen (alle zehn Jahre) wären ohne sie nicht möglich. Politische Repräsentanz der Einwohnergemeinschaften sind die „Einwohnerkomitees“, gern auch als „Nachbarschaftskomitees“ (居民委員會 / 居民委员会,  jūmín wěiyuánhùi) bezeichnet.
Im Jahr 2021 gab es 116.517 Wohnviertel. Die Zahl ändert sich ständig.